# オールナイトニッポンレコード
『オールナイトニッポンレコード』は、ニッポン放送ほかで放送されていたラジオ番組。2004年4月以降、ニッポン放送では放送されなくなった。2006年9月30日放送終了。

## 概要
主に、インディーズのアーティストを番組（ニッポン放送独自）のレーベル「オールナイトニッポンレコード（旧称LF+R RECORD）」に所属させ、番組出演やコンピレーションCDの制作、ライブを行うなどの企画をしていた。

## 沿革
2002年4月から9月まで、28:30–29:00 (JST) の時間帯は音楽とは関連の薄いネタコーナーなども行っていた。
2003年4月から10月までの上記時間帯では「DASEINのオールナイトニッポンレコード」を放送、11月から2004年3月までの上記時間帯では、「オールナイトニッポンレコード2」と題して、レーベル内アーティストの一人が30分間トークをするコーナーが設けられた。全国ネット（27:00-28:30の時間帯)としては2004年3月で終了、公式サイトも閉鎖された。
2004年4月から9月までは並行して「オールナイトニッポンレコード」のレーベル内アーティストを特集した、グローバーのオールナイトニッポンR内の1コーナー・「4時です 朝です 吉田です」が放送されていた。また、28:30-29:00の時間帯でもそれに多少連動した企画を行っていた。
2004年10月からは、インディーズのアーティストに関する企画を全く行っておらず、事実上「オールナイトニッポンレコード」というレーベルは休止状態にある。
2005年10月1日までは吉田尚記（2002年10月から2004年3月まではリスナーズBEST担当のため25:00から29:00までぶっ通しで担当し、同年9月までは「4時です 朝です 吉田です」を担当）、2006年4月1日までは冨田のりこがパーソナリティーであった。
番組コンピレーションアルバム・「青田屋1号」「青田屋2号」「青田屋3号」が発売中。
一部の新聞では、28:30-29:00の時間帯のオールナイトニッポンレコードというこの番組の存在を抹消していた。

## パーソナリティ
- 吉田尚記（2001年10月 – 2005年10月）
- 冨田のりこ（2005年10月 – 2006年4月）
- 飯田浩司（2006年4月 – 9月）

## 放送時間
- 2001年10月–2002年3月 木曜 24:00–25:00 「LF+RフライングNIGHT!」木曜日の1コーナー「LF+R RECOAD SPECIAL」
- 2002年4月–2003年3月 土曜 27:00–29:00 「allnightnippon-r LF+R RECORD SPECIAL」
- 2003年4月–2004年3月 土曜 27:00–28:30（2003年10月まで、28:30-29:00の時間帯にDASEINのオールナイトニッポンレコードを放送。2003年11月からは–29:00まで） 「オールナイトニッポンレコード」
- 2004年4月–2006年9月 土曜 28:30–29:00 「オールナイトニッポンレコード」

## 放送休止
- 2004年10月23日 報道特別番組（新潟県中越地震関連）
- 2005年7月9日 南海キャンディーズのオールナイトニッポンR
- 2005年10月29日、11月26日、12月17日 ローズオンラインPresents 吉田尚記のゲームナイトニッポン
- 2005年12月24日 オールナイトニッポン ラジオ・チャリティー・ミュージックソン

## ネットワーク局
- STVラジオ
- 栃木放送
- 茨城放送
- KBS京都
- 九州朝日放送

## 所属アーティスト
1. PANG（卒業）
2. マチダヒデアキ
3. 岩見十夢
4. 笹川美和（卒業）
5. 辻香織（卒業）
6. 増田太郎
7. 若っ貴（佐藤竹善（SING LIKE TALKING）の変名プロジェクト、卒業）
8. UNDER GRAPH
9. 川嶋あい（メジャーアーティストであるI WiSHのaiであることが判明したため卒業）
10. H.EAT
11. フロウズン
12. B-DASH
13. 平川地一丁目（卒業）
14. 鎌田竜一
15. 風味堂（卒業）

### 2004年3月全国ネット版の番組終了後のため、番号不明のアーティスト
ROCO、新井昌慧、ケイタク、椿屋四重奏

### LF+R RECOAD SPECIAL及びallnightnippon-r LF+R RECORD SPECIAL時代
直太朗（森山直太朗）、鳳山雅姫、より子。、kayoko